# مارتا لونا
مارتا لونا (بالإسبانية: Marta Luna)‏ (29 مايو 1992 ببنبلونة في إسبانيا - ) هي لاعبة كرة قدم إسبانية في مركز قلب الدفاع. لعبت مع فالبارايسو كروسيدرز ‏ وLevante UD Femenino ‏ وSD Lagunak ‏.